# Dysphania chalybeata
Dysphania chalybeata là một loài bướm đêm trong họ Geometridae.